# Anobium hederae
Anobium hederae é uma espécie de insetos coleópteros polífagos pertencente à família Anobiidae.
A autoridade científica da espécie é Ihssen, tendo sido descrita no ano de 1949.
Trata-se de uma espécie presente no território português.